# Орджоникидзеуголь
Орджоникидзеуголь — угледобывающее государственное предприятие (центр — город Енакиево Донецкой области, Украина).
Добыча угля в 2001 году составляет 1 260,378 тысяч тонн.

## Подразделения
В объединение входят 6 шахт:
1. «Булавинская»,
2. «Енакиевская»,
3. имени Карла Маркса,
4. «Ольховатская»,
5. «Полтавская»,
6. «Углегорская».

А также: автобаза, ремонтно-механический завод, управление материально-технического снабжения, ПТУ.
Закрылись согласно программе закрытия неперспективных шахт:
- в 1996 году: «Красный Октябрь»,
- в 1998 году: «Красный Профинтерн»,
- в 2000 году: «Юный Коммунар» и шахтоуправление № 4.

## Интересно
- Одно время руководителем автобазы объединения был Виктор Янукович[1].

## Известные сотрудники
- Маркозия, Леон Антонович (1913—1980) — главный инженер шахты № 1—2 «Красный Октябрь», Герой Социалистического Труда.
- Стеценко, Николай Иванович (1932—2000) — проходчик шахты имени Карла Маркса, Герой Социалистического Труда.
- Чигрин, Владимир Яковлевич (1926—1985) — горнорабочий очистного забоя шахты № 1—2 «Красный Октябрь», Герой Социалистического Труда.